# HD 88836
HD 88836 är en dubbelstjärna belägen i den södra delen av stjärnbilden Luftpumpen. Den har en skenbar magnitud av ca 6,35 och är mycket svagt synlig för blotta ögat där ljusföroreningar ej förekommer. Baserat på parallaxmätning inom Hipparcosuppdraget enligt Gaia Data Release 2 på ca 7,2 mas, beräknas den befinna sig på ett avstånd på ca 460 ljusår (ca 140 parsek) från solen. Den befinner sig på ett konstant avstånd från solen.

## Egenskaper
Primärstjärnan HD 88836 A är en gul till vit jättestjärna av spektralklass G8 III. Den har en radie som är ca 10 solradier och har ca 58 gånger solens utstrålning av energi från dess fotosfär vid en effektiv temperatur av ca 5 100 K.
HD 88836 A har en följeslagare som är åtta magnituder svagare, belägen med en vinkelseparation av 12,7 bågsekunder.